# Graafschap Bentheim

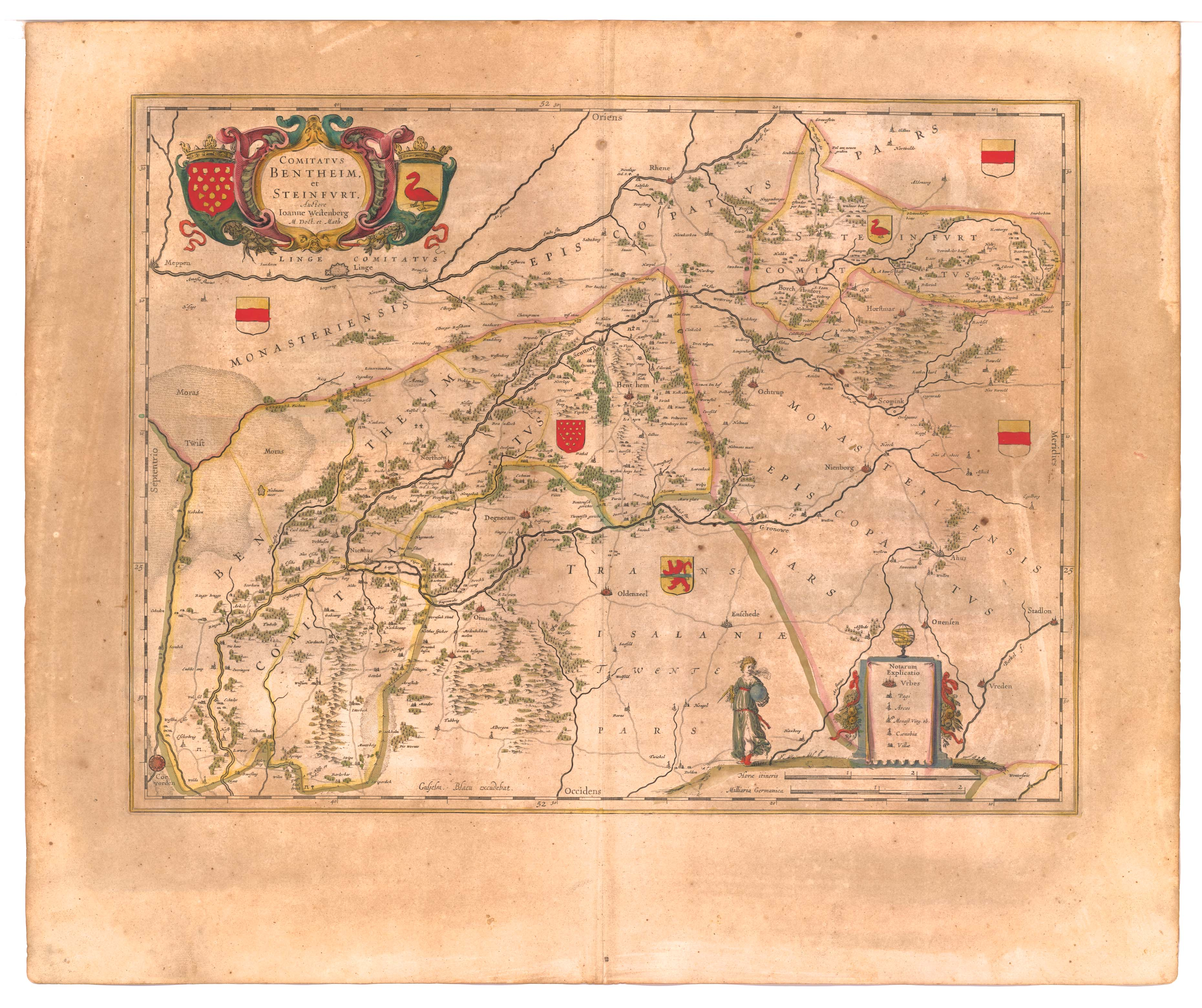
Kaart van Blaeu uit 1645; het noorden ligt links

Bentheim of Benthem was een tot de Nederrijns-Westfaalse Kreits behorend graafschap binnen het Heilige Roomse Rijk. Het centrum was de stad Benthem, nu Bad Bentheim.
Waarschijnlijk in de tiende eeuw stichtten de graven van Bentheim de burcht Bentheim. Deze werd in 1116 verwoest door de hertog van Saksen, Lotharius van Supplinburg. De wederopbouw duurde tot 1148. In de loop van de twaalfde eeuw kwam de burcht aan Otto, een jongere zoon van graaf Dirk VI van Holland.
In 1421 stierf deze tak van het Hollandse huis uit met graaf Bernhard I. Zijn zuster Hedwig was gehuwd met Everwijn van Götterswick en hun kleinzoon Everwijn van Götterswick werd de volgende graaf van Bentheim.
Vanwege het huwelijk van Everwijn I met Mathilde van Steinfurt werd in 1421 het graafschap Steinfurt met Bentheim verbonden, maar hun zonen erfden in 1454 ieder een eigen graafschap: Arnold werd graaf van Steinfurt en Bernhard II graaf van Bentheim.
Na het uitsterven van de tak Bentheim-Bentheim in 1530 werden de beide graafschappen herenigd onder Arnold II van Bentheim-Steinfurt. Arnold III erfde in 1562 van zijn moeder het graafschap Tecklenburg en via zijn vrouw Magdalena van Nieuwenaar kwam de familie in het bezit van het graafschap Limburg en de heerlijkheden Alpen, Linnep en Heppendorf.
Graaf Arnold I (1530-1553) werd door zijn vrouw en de hofpredikant overgehaald om de Reformatie te steunen. In 1544 riep hij alle geestelijken in het graafschap bijeen, en gaf richtlijnen voor een versobering van de eredienst naar Luthers model. Zijn kleinzoon Arnold III, die in Straatsburg had gestudeerd, zette de volgende stap en voerde in 1588 een gereformeerde kerkorde in.
Op 25 december 1594 werd een verdelingsverdrag gesloten voor de opvolging na de dood van Arnold III. Na diens overlijden in 1606 regeerden de oudste drie broers gemeenschappelijk tot 1610, waarna de vijf broers ieder een deel kregen. Het graafschap Bentheim kwam aan Arnold Joost, en na de kinderloze dood van zijn broer Willem Hendrik in 1632 erfde hij ook het graafschap Steinfurt. Zijn zoons erfden in 1643 ieder een graafschap: Ernst Willem volgde in Bentheim en Philips Koenraad in Steinfurt.
In de jaren-1660 raakte de graaf onder invloed van de Munsterse bisschop Bernhard von Galen, die hem overhaalde om terug te keren tot de Rooms-Katholieke moederkerk. Daarop vluchtten de gravin en haar kinderen naar de Republiek, waar de zonen in Nederlandse krijgsdienst traden.
In 1693 ruilden beide takken van graafschap, zodat Arnold Maurits Willem van Bentheim-Steinfurt de nieuwe graaf van Bentheim-Bentheim werd. Er waren erfkwesties tussen de takken Bentheim en Steinfurt totdat zij op 1 november 1701 een verdrag in Den Haag sloten.
In 1752 verpandde graaf Frederik Karel het graafschap voor een periode van dertig jaar aan het keurvorstendom Hannover, zodat de familie niet langer in Bentheim regeerde. In 1803 stierf het huis Bentheim-Bentheim uit en gingen de rechten over aan de tak Bentheim-Steinfurt.
Op 12 mei 1804 sloot de graaf een verdrag met de Eerste Franse Republiek over de inlossing van het verpande graafschap tijdens de Franse bezetting van het keurvorstendom Hannover (1802-1805). Graaf Lodewijk betaalde 800.000 franc aan Napoleon en kon gaan regeren. De herkregen zeggenschap was echter van korte duur. In de Rijnbondsacte van 12 juli 1806 werd het graafschap Bentheim in artikel 24 onder de soevereiniteit gesteld van het groothertogdom Berg: de mediatisering. Op 4 augustus werd deze bepaling uitgevoerd.
In 1810 werd het gebied ingelijfd bij het Eerste Franse Keizerrijk en werd deel van het departement Lippe. In november 1813 nam Hannover weer bezit van het gebied. Het Congres van Wenen in 1815 bevestigde de inlijving van het graafschap bij het koninkrijk Hannover.

## Regenten
| regering         | naam                      | geboren      | overleden    | opmerkingen                                                                           |
| Huis Wigerik     | Huis Wigerik              | Huis Wigerik | Huis Wigerik | Huis Wigerik                                                                          |
| ---------------- | ------------------------- | ------------ | ------------ | ------------------------------------------------------------------------------------- |
| ±1115 -          | Otto I van Salm           | ±1080        | 1150         | graaf van Rheineck en paltsgraaf aan de Rijn                                          |
| - 1149           | Otto II van Rheineck      | ±1115        | 1149         | zoon                                                                                  |
| 1149 - 1166      | Sophia van Rheineck       | ±1115        | 1176         | zuster, ∞ Dirk VI van Holland                                                         |
| Huis Gerulfingen |                           |              |              |                                                                                       |
| 1166 - 1208      | Otto I                    |              | 1208/09      | zoon                                                                                  |
| 1209 - 1248      | Boudewijn I               |              | 1248         | zoon, burggraaf van Utrecht                                                           |
| 1248 -           | Otto II                   |              |              | zoon, 1264 graaf van Tecklenburg                                                      |
|                  | Egbert I                  |              | voor 1311    | zoon                                                                                  |
| 1305 - 1333      | Johan                     |              | voor 1333    | zoon                                                                                  |
| 1333 - 1344      | Simon I                   |              | 1344         | zoon                                                                                  |
| 1344 - 1364      | Otto III                  |              | na 1379      | broer, 1364 afstand                                                                   |
| 1364 - 1421      | Reinhard                  |              | 1421         | broer                                                                                 |
| Huis Bentheim    |                           |              |              |                                                                                       |
| 1421-1454        | Everwijn van Götterswick  | 1397         | 6-3-1454     | kleinzoon van Hedwig, dochter van Simon I. Hij trouwde met Gijsbertha van Bronckhorst |
| 1454-1473        | Bernhard II               |              | 1473         | zoon                                                                                  |
| 1473-1530        | Everwijn II van Steinfurt | 1461         | 13-12-1530   | zoon                                                                                  |
| 1530-1544/53     | Arnold II                 | 1497         | 19-8-1553    | zoon                                                                                  |
| 1544/53-1562     | Everwijn III              | 1536         | 19-2-1562    | zoon                                                                                  |
| 1562-1606        | Arnold III                | 2-10-1554    | 11-1-1606    | zoon                                                                                  |
| 1606-1643        | Arnold Joost              | 4-4-1580     | 10-2-1643    | zoon                                                                                  |
| 1643-1693        | Ernst Willem              | 6-12-1623    | 26-8-1693    | zoon                                                                                  |
| 1693-1701        | Arnold Maurits Willem     | 21-1-1663    | 29-4-1701    | neef (zoon van broer)                                                                 |
| 1701-1723/31     | Herman Frederik           | 25-9-1693    | 29-11-1731   | zoon                                                                                  |
| 1723-1731        | Lodewijk Frans            | 1698         | 1751         | broer                                                                                 |
| 1731-1753        | Frederik Karel            | 17-3-1725    | 19-2-1803    | zoon van Herman Frederik                                                              |
| 1753-1804        | verpand aan Hannover      |              |              |                                                                                       |
| 1804-1806        | Lodewijk                  | 1-10-1756    | 20-8-1817    | tak Steinfurt                                                                         |